# Перрі (округ, Алабама)
Шаблон:StateAbbr_ 32°38′09″ пн. ш. 87°17′31″ зх. д. / 32.635833333333° пн. ш. 87.291944444444° зх. д.
Перрі (англ. Perry County) — округ (графство) у штаті Алабама США. Ідентифікатор округу 01105.

## Історія
Округ утворений 1819 року.

## Демографія
За даними перепису
2000 року
загальне населення округу становило 11861 осіб, усе сільське.
Серед мешканців округу чоловіків було 5410, а жінок — 6451. В окрузі було 4333 господарств, 3046 родин, які мешкали в 5406 будинках.
Середній розмір родини становив 3,23.
Віковий розподіл населення поданий у таблиці:
| Стать    | До 15 років | 15-21 | 22-29 | 30-39 | 40-49 | 50-65 | 65-85 | Понад 85 |
| -------- | ----------- | ----- | ----- | ----- | ----- | ----- | ----- | -------- |
| Чоловіки | 1383        | 779   | 448   | 616   | 675   | 812   | 608   | 89       |
| Жінки    | 1490        | 752   | 674   | 743   | 769   | 958   | 871   | 194      |

## Суміжні округи
- Бібб — північ
- Чилтон — північний схід
- Даллас — схід
- Маренго — південний захід
- Гейл — захід

## Виноски
1. ↑  U.S. Decennial Census. United States Census Bureau. Архів оригіналу за 2 серпня 2018. Процитовано 22 серпня 2015.
2. ↑  Historical Census Browser. University of Virginia Library. Архів оригіналу за 11 серпня 2012. Процитовано 22 серпня 2015.
3. ↑  Forstall, Richard L., ред. (24 березня 1995). Population of Counties by Decennial Census: 1900 to 1990. United States Census Bureau. Архів оригіналу за 24 вересня 2015. Процитовано 22 серпня 2015.
4. ↑  Census 2000 PHC-T-4. Ranking Tables for Counties: 1990 and 2000 (PDF). United States Census Bureau. 2 квітня 2001. Архів оригіналу (PDF) за 18 грудня 2014. Процитовано 22 серпня 2015.
5. ↑  State & County QuickFacts. United States Census Bureau. Архів оригіналу за 6 червня 2011. Процитовано 17 травня 2014.(англ.) Наведено за англійською вікіпедією.
6. ↑  American FactFinder. Бюро перепису населення США. Архів оригіналу за 26 лютого 2012. Процитовано 31 січня 2008.